# デブラ・ウィルソン
デブラ・ウィルソン（Debra Wilson、1962年4月26日 - ）は、アメリカ合衆国の女優。

## 出演作品
- ガール6
- マッドTV!
- スター・ウォーズ:ヤング・ジェダイ・アドベンチャー（ブレイグ）
- スタートレック:ディープ・スペース・ナイン シーズン6 #25（リサ・キューザック（声））